# 宮崎都城信用金庫
宮崎都城信用金庫（みやざきみやこのじょうしんようきんこ）は、かつて宮崎県宮崎市に本店を置いていた信用金庫である。略称は『みやしん』。2020年1月、南郷信用金庫と合併し、宮崎第一信用金庫となった。

## 概要
2018年1月22日に宮崎信用金庫と都城信用金庫が合併して発足した。
2019年1月、日南市に本店を置く南郷信用金庫と対等合併を予定していることを発表し、存続金庫は宮崎都城信金で、合併後の本店は同信金の本店とし、名称は合併準備委員会で協議して決めるとしていた。その後、2019年12月に、合併期日を2020年1月20日とすること、合併後の金庫名は「宮崎第一信用金庫」となることが発表された。
全銀システム上のカナ名称は、「シンキン」を含めた15文字以内に納めるため、合併前の宮崎信金と同じ「ミヤザキシンキン」としていた。

## 沿革
存続金庫たる宮崎信用金庫の沿革を記述する。
- 1918年6月 - 有限責任宮崎信用組合として設立。
- 1951年6月 - 信用金庫法に基づき、「宮崎信用金庫」となる。
- 2015年5月 - 建替のため、本店を仮店舗に一時移転。
- 2017年3月21日 - 本店の新しいビルの使用を開始し、元の住所に戻る。
- 2018年1月22日 - 都城信用金庫と対等合併（宮崎信用金庫が存続金庫）。
- 2020年1月20日 - 南郷信用金庫との対等合併により「宮崎第一信用金庫」発足。